# Oksana Domnina
Oksana Aleksandrowna Domnina, ros. Оксана Александровна Домнина (ur. 17 sierpnia 1984 w Kirowie) – rosyjska łyżwiarka figurowa, startująca w parach tanecznych z Maksimem Szabalinem. Brązowa medalistka olimpijska z Vancouver (2010) i uczestniczka igrzysk olimpijskich w Turynie (2006), mistrzyni świata (2009), dwukrotna mistrzyni (2008, 2010) i wicemistrzyni Europy (2007), zwyciężczyni finału Grand Prix (2007), mistrzyni świata juniorów (2003), zwyciężczyni finału Junior Grand Prix (2002) oraz 3-krotna mistrzyni Rosji (2005, 2007, 2010). Zakończyła karierę amatorską w 2010 roku.

## Życie prywatne
W kwietniu 2014 roku wyszła za mąż za łyżwiarza figurowego Romana Kostomarowa. 2 stycznia 2011 roku na świat przyszła ich córka Anastasija, a w styczniu 2016 roku urodził się ich syn Ilja.

## Osiągnięcia

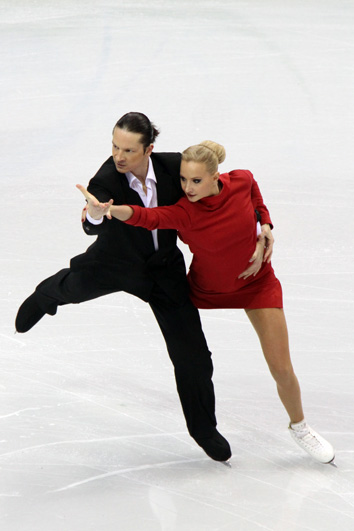
Domnina i Szabalin na igrzyskach olimpijskich 2010 – taniec obowiązkowy Tango Romantica

### Z Maksimem Szabalinem
| Zawody                                | 02–03          | 03–04          | 04–05          | 05–06          | 06–07          | 07–08          | 08–09          | 09–10          |                |                |                |                |                |                |                |                |                |
| Międzynarodowe                        | Międzynarodowe | Międzynarodowe | Międzynarodowe | Międzynarodowe | Międzynarodowe | Międzynarodowe | Międzynarodowe | Międzynarodowe | Międzynarodowe | Międzynarodowe | Międzynarodowe | Międzynarodowe | Międzynarodowe | Międzynarodowe | Międzynarodowe | Międzynarodowe | Międzynarodowe |
| ------------------------------------- | -------------- | -------------- | -------------- | -------------- | -------------- | -------------- | -------------- | -------------- | -------------- | -------------- | -------------- | -------------- | -------------- | -------------- | -------------- | -------------- | -------------- |
| Igrzyska olimpijskie                  |                |                |                | 9              |                |                |                | 3              |                |                |                |                |                |                |                |                |                |
| Mistrzostwa świata                    | 15             | 10             | 8              | 7              | 5              |                | 1              |                |                |                |                |                |                |                |                |                |                |
| Mistrzostwa Europy                    | 12             | 7              | 6              | 6              | 2              | 1              | WD             | 1              |                |                |                |                |                |                |                |                |                |
| GP Finał Grand Prix                   |                |                |                | 5              | 3              | 1              | 2              |                |                |                |                |                |                |                |                |                |                |
| GP Cup of China                       |                |                | 4              |                | 1              | 2              | 1              |                |                |                |                |                |                |                |                |                |                |
| GP Cup of Russia                      |                | 6              | 4              | 3              | 2              | 1              | 2              |                |                |                |                |                |                |                |                |                |                |
| GP Skate America                      |                |                |                | 3              |                |                |                |                |                |                |                |                |                |                |                |                |                |
| GP Skate Canada International         |                | 6              |                |                |                |                |                |                |                |                |                |                |                |                |                |                |                |
| Finlandia Trophy                      |                | 2              |                |                |                |                |                |                |                |                |                |                |                |                |                |                |                |
| Memoriał Karla Schäfera               |                |                |                |                | 1              |                |                |                |                |                |                |                |                |                |                |                |                |
| Skate Israel                          |                |                |                | 2              |                |                |                |                |                |                |                |                |                |                |                |                |                |
| Międzynarodowe: Kategorie młodzieżowe |                |                |                |                |                |                |                |                |                |                |                |                |                |                |                |                |                |
| Mistrzostwa świata juniorów           | 1              |                |                |                |                |                |                |                |                |                |                |                |                |                |                |                |                |
| JGP Finał                             | 1              |                |                |                |                |                |                |                |                |                |                |                |                |                |                |                |                |
| JGP we Francji                        | 1              |                |                |                |                |                |                |                |                |                |                |                |                |                |                |                |                |
| JGP w Serbii                          | 1              |                |                |                |                |                |                |                |                |                |                |                |                |                |                |                |                |
| Krajowe                               |                |                |                |                |                |                |                |                |                |                |                |                |                |                |                |                |                |
| Mistrzostwa Rosji                     | 3              | 2              | 1              | 2              | 1              |                |                | 1              |                |                |                |                |                |                |                |                |                |
| Mistrzostwa Rosji juniorów            | 1              |                |                |                |                |                |                |                |                |                |                |                |                |                |                |                |                |

### Z Maksimem Bołotinem
| Zawody                                | 00–01                                 | 01–02                                 |                                       |                                       |                                       |                                       |                                       |                                       |                                       |                                       |                                       |                                       |                                       |                                       |                                       |                                       |                                       |                                       |
| Międzynarodowe: Kategorie młodzieżowe | Międzynarodowe: Kategorie młodzieżowe | Międzynarodowe: Kategorie młodzieżowe | Międzynarodowe: Kategorie młodzieżowe | Międzynarodowe: Kategorie młodzieżowe | Międzynarodowe: Kategorie młodzieżowe | Międzynarodowe: Kategorie młodzieżowe | Międzynarodowe: Kategorie młodzieżowe | Międzynarodowe: Kategorie młodzieżowe | Międzynarodowe: Kategorie młodzieżowe | Międzynarodowe: Kategorie młodzieżowe | Międzynarodowe: Kategorie młodzieżowe | Międzynarodowe: Kategorie młodzieżowe | Międzynarodowe: Kategorie młodzieżowe | Międzynarodowe: Kategorie młodzieżowe | Międzynarodowe: Kategorie młodzieżowe | Międzynarodowe: Kategorie młodzieżowe | Międzynarodowe: Kategorie młodzieżowe | Międzynarodowe: Kategorie młodzieżowe |
| ------------------------------------- | ------------------------------------- | ------------------------------------- | ------------------------------------- | ------------------------------------- | ------------------------------------- | ------------------------------------- | ------------------------------------- | ------------------------------------- | ------------------------------------- | ------------------------------------- | ------------------------------------- | ------------------------------------- | ------------------------------------- | ------------------------------------- | ------------------------------------- | ------------------------------------- | ------------------------------------- | ------------------------------------- |
| Mistrzostwa świata juniorów           |                                       | 7                                     |                                       |                                       |                                       |                                       |                                       |                                       |                                       |                                       |                                       |                                       |                                       |                                       |                                       |                                       |                                       |                                       |
| JGP Finał                             | 7                                     | 4                                     |                                       |                                       |                                       |                                       |                                       |                                       |                                       |                                       |                                       |                                       |                                       |                                       |                                       |                                       |                                       |                                       |
| JGP w Bułgarii                        |                                       | 1                                     |                                       |                                       |                                       |                                       |                                       |                                       |                                       |                                       |                                       |                                       |                                       |                                       |                                       |                                       |                                       |                                       |
| JGP w Czechach                        |                                       | 2                                     |                                       |                                       |                                       |                                       |                                       |                                       |                                       |                                       |                                       |                                       |                                       |                                       |                                       |                                       |                                       |                                       |
| JGP w Polsce                          | 2                                     |                                       |                                       |                                       |                                       |                                       |                                       |                                       |                                       |                                       |                                       |                                       |                                       |                                       |                                       |                                       |                                       |                                       |
| JGP na Ukrainie                       | 3                                     |                                       |                                       |                                       |                                       |                                       |                                       |                                       |                                       |                                       |                                       |                                       |                                       |                                       |                                       |                                       |                                       |                                       |
| Krajowe                               |                                       |                                       |                                       |                                       |                                       |                                       |                                       |                                       |                                       |                                       |                                       |                                       |                                       |                                       |                                       |                                       |                                       |                                       |
| Mistrzostwa Rosji juniorów            | 3                                     | 3                                     |                                       |                                       |                                       |                                       |                                       |                                       |                                       |                                       |                                       |                                       |                                       |                                       |                                       |                                       |                                       |                                       |

### Z Iwanem Łobanowem
| Mistrzostwa Rosji | 8 |

## Nagrody i odznaczenia
- Zasłużony Mistrz Sportu Rosji[6]